# Изгубљене године
Изгубљене године (тур. Kaybolan yillar) турска је телевизијска серија, снимана 2006. и 2007.
У Србији је приказивана 2011. на телевизији Хепи.

## Синопсис
Прича почиње у Истанбулу 1975. када једне кишне ноћи на вратима сиротишта бива остављена беба стара пар месеци. Она је ћерка седамнаестогодишње Росе, усвојене ћерке најбогатијег човека у Бугарској која је затруднела након што је силована. Да би спречио породични скандал, отац је Росу послао у Истанбул и рекао јој да је њено новорођено дете умрло. Дечаци Есмер и Али, који живе у сиротишту, налазе бебу на вратима.
Након седам година, Али, Есмер и Езел (коју су звали одмила Езо) постали су нераздвојни. Они се брину о девојчици и воле је више од пријатеља, више од сестре. Будући да је имала астму, посебно су бринули о њој, ни на тренутак је нису испуштали из вида. 
Након што Езел усвоји једна породица, све се окреће наопачке. Есмер побесни и запали сиротиште, а услед крађе хлеба на улици, Алија ухвати полиција, док Есмер скаче са зграде и губи му се сваки траг.
После 23 година, путеви троје пријатеља се поново укрштају. Али је постао полицајац и има вереницу Назли која је такође полицајка. У једној акцији, Назли бива рањена управо од стране Есмера, који је сада десна рука једног мафијаша, а потом Назли спасава нико други до Езел, која је сада лекарка...

## Улоге
| Глумац        | Улога |
| ------------- | ----- |
| Сарухан Хунел | Есмер |
| Јешим Бубер   | Ајлин |
| Бурак Хаки    | Али   |